# Octeville-l’Avenel
Octeville-l’Avenel ist eine französische Gemeinde mit 233 Einwohnern (Stand 1. Januar 2022) im Département Manche in der Region Normandie. Sie gehört zum Arrondissement Cherbourg und zum Kanton Val-de-Saire.

## Bevölkerungsentwicklung

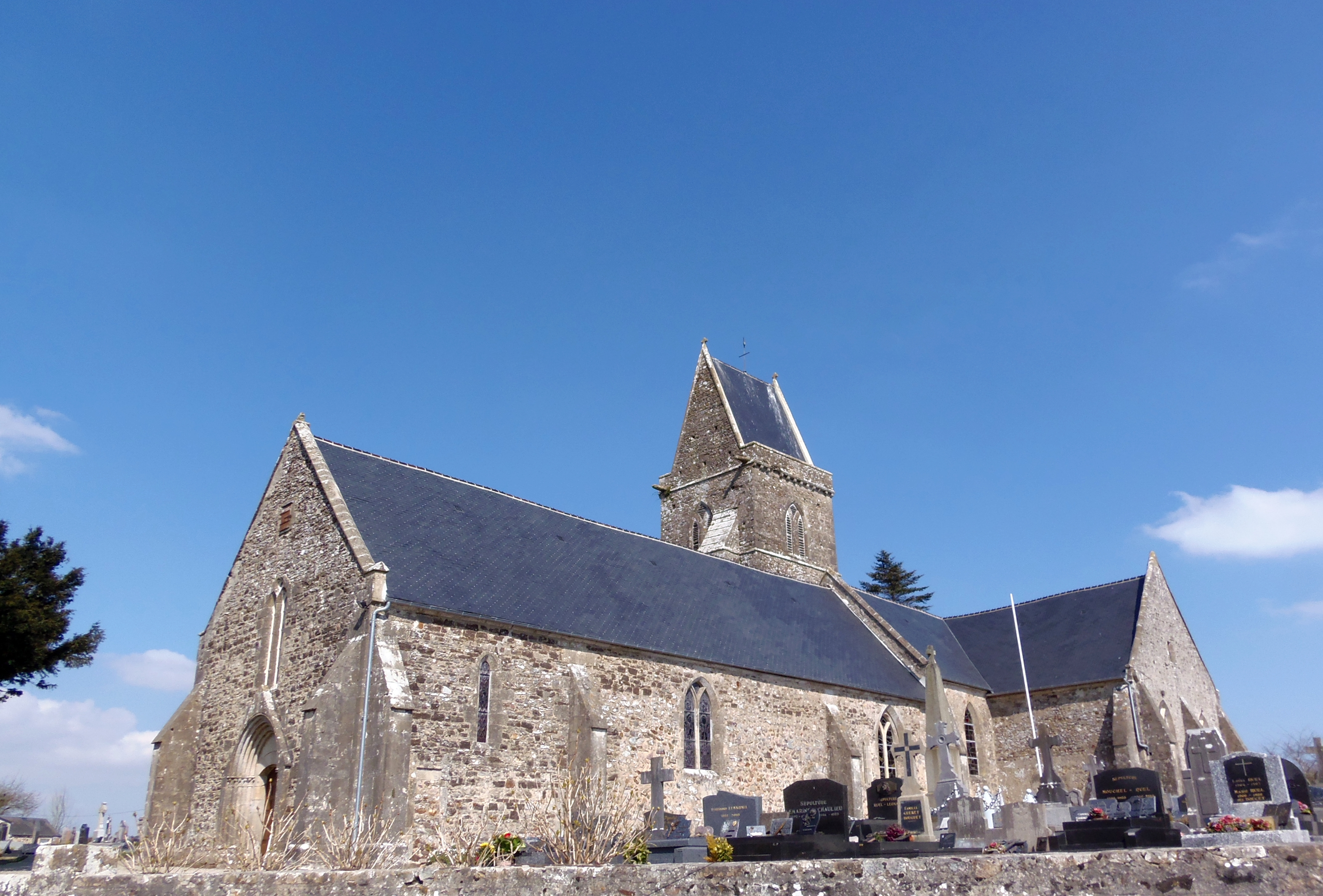
Kirche Saint-Martin

| Jahr      | 1962 | 1968 | 1975 | 1982 | 1990 | 1999 | 2007 | 2018 |
| Einwohner | 248  | 242  | 192  | 193  | 176  | 167  | 186  | 219  |